# Nowaja Dubrowa (przystanek kolejowy)
Nowaja Dubrowa (biał. Новая Дуброва, ros. Новая Дуброва) – przystanek kolejowy w miejscowości Nowaja Dubrowa, w rejonie oktiabrskim, w obwodzie homelskim, na Białorusi. Położony jest na linii Bobrujsk - Rabkor.